# Sombrero de policía

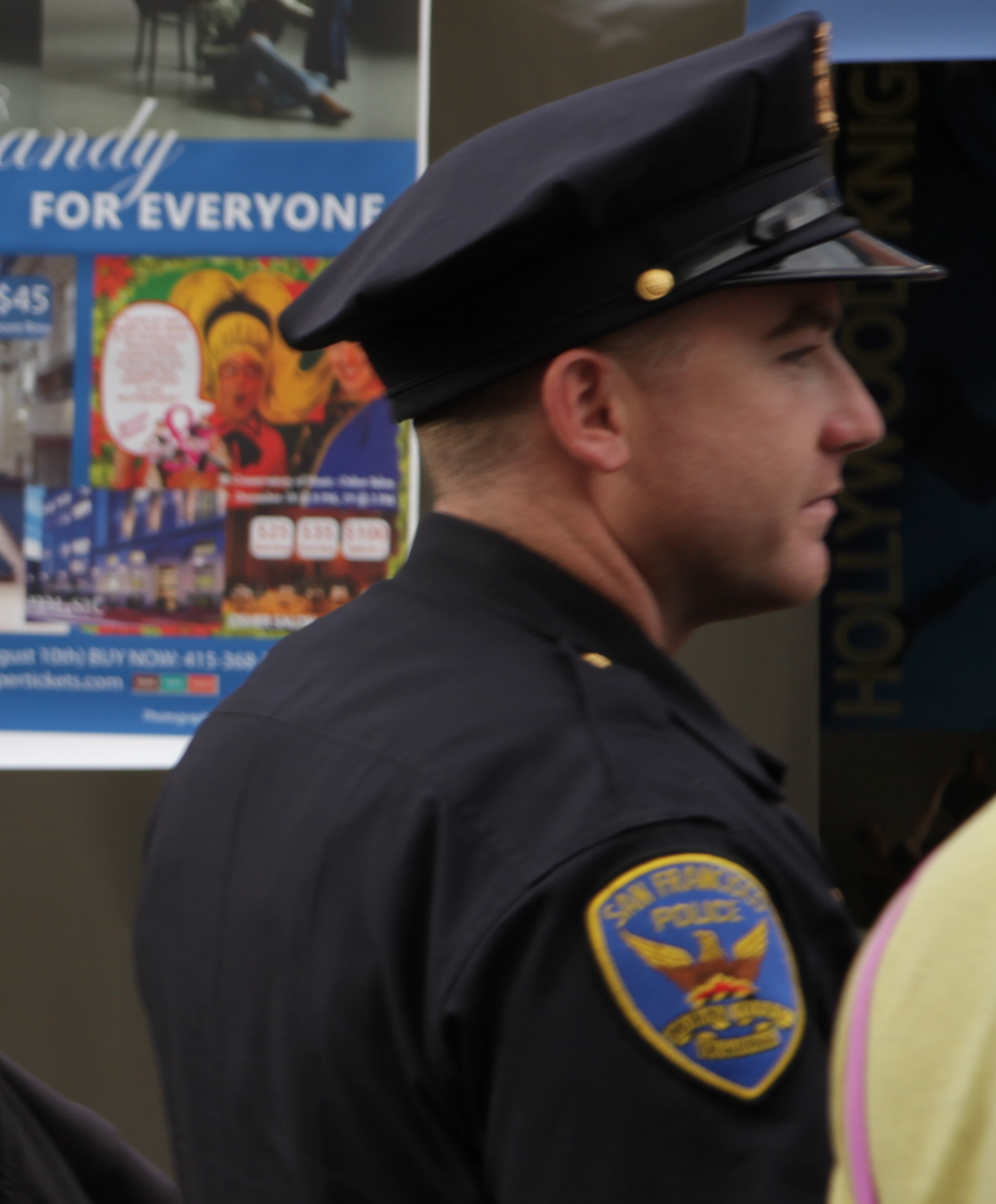
Sombrero de la policía de San Francisco, Estados Unidos.

El sombrero de policía es la prenda de cabeza usado por los agentes de policía, en la mayoría de los países del mundo, para cubrirse del sol. En el Reino Unido (Inglaterra y Gales) y algunos otros pocos lugares los agentes visten un moderno y liviano casco protector, siendo el futuro internacional.

## Historia

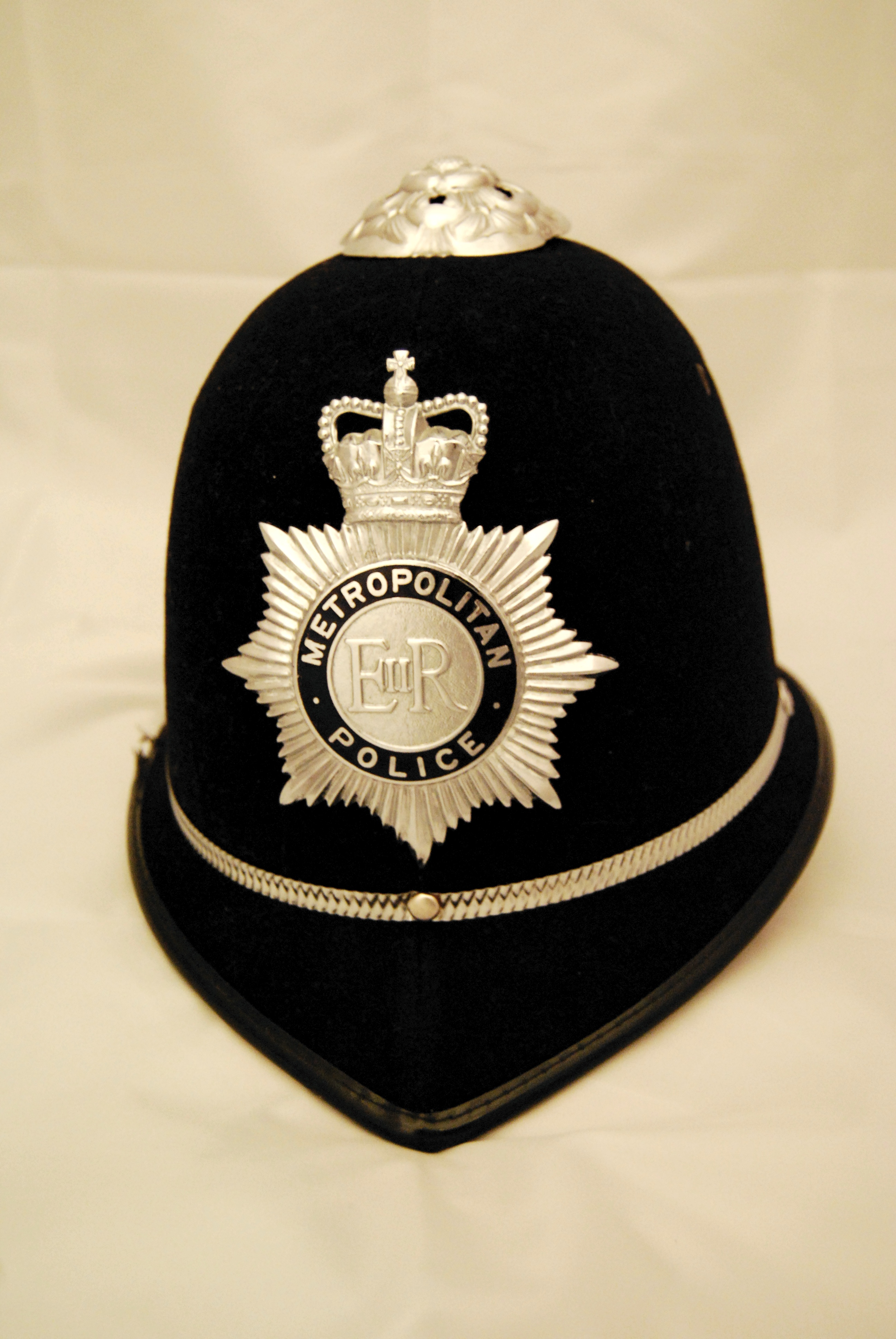
Casco de la Scotland Yard.

Los agentes de todos los rangos reciben un sombrero, pero varían las insignias de rango para denotar su posición.
El primer antecedente fue un sombrero de copa llamado stovepipe, que se creó en 1829 para la Policía Metropolitana de Londres. Poco después los alemanes diseñaron el pickelhaube con pincho, creado en 1842 para la policía de Prusia. Y finalmente en 1863 la Scotland Yard reemplazó el stovepipe, con un rediseño de su uniforme, por el primer tipo de casco que llegó a denominarse cockscomb e hizo del sombrero de policía una herramienta necesaria.
El sombrero no protege contra golpes y objetos contundentes arrojados, esta función la cumple el casco antidisturbios. Durante los disturbios en Inglaterra de 2011, la policía solo vistió sombreros; ya que el equipo antidisturbios no estaba disponible y obtuvieron muchos heridos. Desde entonces no se ha discutido recientemente la existencia de la policía antidisturbios y sus cascos, además de los escudos y porras.

## Comodidad y utilidad

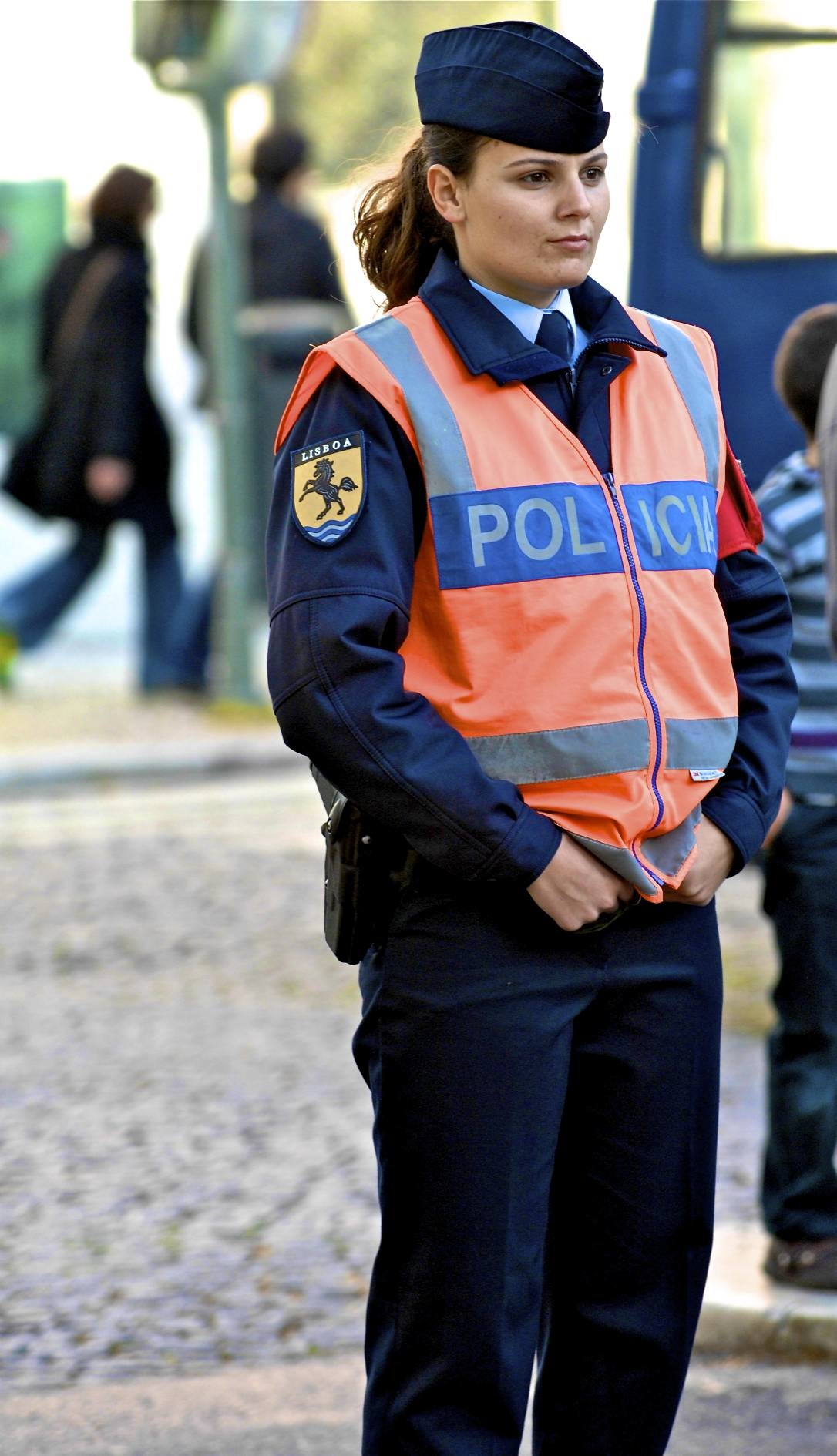
Boina de la policía de Portugal.

La función del sombrero es cubrir la vista del sol y proteger de la insolación. En ciertos países el sombrero lleva una tela trasera para cubrir el cuello debido al calor extremo y en otras son aislados térmicamente para abrigar del frío.
No son nada protectores contra piedras, porque no están diseñados contra agresiones. En Reino Unido se ha demostrado que sus cascos policiales brindan la protección de un casco de rugby, diseñado para evitar cortes y reducir la gravedad de una contusión cerebral.
La policía de Thames Valley descartó el casco británico en 2009 debido a restricciones presupuestarias, pero los trajo de vuelta en 2018 y alegó ser una protección esencial. Mientras que la policía de Yorkshire del Oeste retiró los cascos en 2015 porque los agentes lo encontraban inadecuados para las tareas normales, debido a la comodidad, y finalmente los reintrodujo por la mayor protección que otorgan en contraste con las simples gorras.
Solamente en Escocia, después los años 1950, ha la policía completamente descartada el casco en favor de simples gorras. Se usan gorras también en Irlanda del Norte.

## Diseño

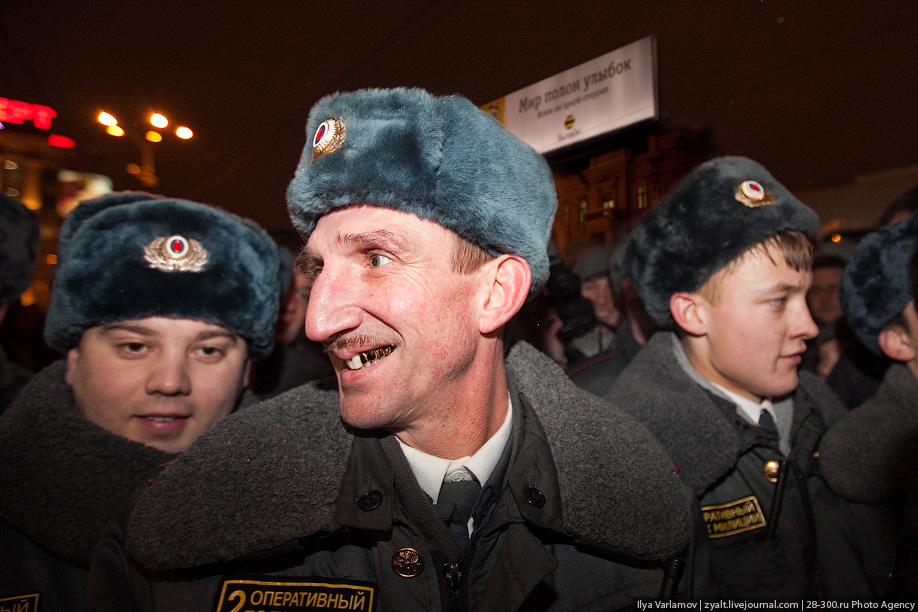
Sombreros de la Policía de Rusia.

Se realizan de tela, están bordados industrialmente, poseen las insignias de rango e identificaciones de la jurisdicción. Puede ser una boina, una gorra de plato o el casco británico.
Todos los estilos de casco británico llevan dos orificios de ventilación a ambos lados del casco, un ajuste de cabeza (hecho de tiras de cinta de tela y espuma cosida en una diadema de plástico), el arnés de barbilla en cuero que asegura con una grapadora industrial y un forro de esponja interno.

## Uso en diferentes países
El modelo británico de cascos se expandió ampliamente a las fuerzas policiales de la Mancomunidad de Naciones. Los países más importantes: Australia, Canadá y Nueva Zelanda, lo usaron desde finales del siglo XIX y finalmente lo descartaron por ser incómodos de usar cuando estaban en vehículos o proporcionar una protección insuficiente contra el sol cuando patrullaban a pie.
Hasta mediados del siglo XX, los cascos británicos estuvieron en uso en los Países Bajos.
En los Estados Unidos se usan gorras. Pero el Departamento de Policía de la Nueva York utilizó un casco británico, gris para verano y azul para invierno, de 1880 a 1912. En el estado de Texas, las policías no tienen un sombrero en su uniforme y se permite que los agentes usen sombreros civiles.